# Kirsten Prout
Kirsten Prout (Vancouver, Columbia Británica, 28 de septiembre de 1990) es una actriz canadiense, conocida por sus papeles de Amanda Bloom en Kyle XY y Abby Miller en Elektra.

## Biografía
Kirsten empezó a actuar cuando iba a la escuela y ha recorrido un largo camino desde entonces. Con 22 años estaba estudiando el último año de la educación secundaria americana. Le encanta actuar, pero en su tiempo libre, le gusta el arte y practicar atletismo. Su visión de futuro es seguir sus estudios en la universidad compaginándolos con su trabajo como actriz. Tiene una hermana pequeña llamada Jennifer.
Kirsten también es conocida por su papel en la película Elektra.
En febrero de 2011, fue contratada para hacer el papel de como Charlotte Chamberlin de la serie The Lying Game, para la cadena ABC Family; la cual empezaron a emitir el 15 de agosto de 2011, rodándose un total de 10 episodios y de la cual ABC Family ya ha encargado 12 episodios más de la serie.

## Filmografía

### Películas
- Once Upon a Christmas (2000) como Brittany Morgan.
- La historia de Linda McCartney (2000) (TV) como Stella.
- Mindstorm (2001) como Tracy Wellman.
- Elektra (2005) como Abby Miller.
- Tell me no lies (2007) como Samantha Cooper.
- The Twilight Saga: Eclipse (2010) como Lucy.
- 'Locked away (Adopción denegada) (2010).
- Joy Ride 3: Roadkill (2014) como Jewels
- Fatal friends (película) (2014) como Michelle.
- My Life as a Dead Girl (Doble identidad) (2015) como Chelsea.
- Captured (2020) como Nicole

### Series
- Twice Upon a Christmas (2001) (TV) como Brittany Morgan.
- The Wedding Dress (2001) (TV) como Stella Carver.
- Birthright (Stargate SG-1) (2003) (TV) como Nesa.
- The Love Crimes of Gillian Guess (2004) (TV) como Amanda Guess.
- Kyle XY (2006-2009) como Amanda Bloom.
- The Lying Game (2011-2013) como Charlotte Chamberlin, la amiga de Sutton